# Phaonia maculierrans
Phaonia maculierrans este o specie de muște din genul Phaonia, familia Muscidae, descrisă de Xue, Zhang și Chen în anul 1993.
Este endemică în Liaoning. Conform Catalogue of Life specia Phaonia maculierrans nu are subspecii cunoscute.